# Hurulagere, Gubbi
Hurulagere là một làng thuộc tehsil Gubbi, huyện Tumkur, bang Karnataka, Ấn Độ.